# 缅甸国家象征
缅甸国家象征是缅甸人民的代表标识、符号和其他文化表达形式。这些象征物经过几个世纪的积累，主要来自缅族，而其他族群也保留自己的民族象征。
虽然没有法律上的正式认可，但这些象征物都被视为缅甸人民事实上的象征符号，可以追溯到1761年—1885年统治缅甸的贡榜王朝时期。

## 植物
缅甸传统历法的十二个月份，各自分别对应一种花；  其中，有两种花被视为国家象征。
|  | 紫檀（ပိတောက်，padauk）是缅甸国花，学名Pterocarpus macrocarpus，属于豆目豆科蝶形花亚科紫檀屬的种，通常于四月中旬达降节（缅历新年，即缅甸泼水节）期间开花；其经常与泰国国花黄金雨（ငုဝါ，ngu-wah，学名Cassia fistula）混淆。        |
|  | 金石兰（，thazin）是缅甸的另一种国花，学名Bulbophyllum auricomum，属于天门冬目兰科树兰亚科石豆兰属的种。 根据一首缅甸诗歌记载，贡榜王朝时期，国境内第一朵盛开的金石兰，必须作为贡品献给国王，违抗这项命令将被处以死刑。 |
|  | 钵罗叉（，ingyin）是缅甸的第三种国花，学名Shorea siamensis，属于锦葵目龙脑香科龙脑香亚科娑罗属的种。 |

## 动物
|  | 绿孔雀（ဥဒေါင်း，u doung）是缅甸国兽之一，缅甸传统文化中视为太阳下凡的象征。 孔雀开屏（ကဒေါင်း，ka daung）曾被用作缅甸君主的象征。贡榜王朝时期，红日上的舞动孔雀图案出现在国印和国旗，铸造的最高面值硬币也印有这个图案。由于与贡榜王朝的这种联系，反殖民民族主义运动广泛使用这一图案；同时，也出现在英属缅甸和缅甸国国旗。缅甸独立后，从1948年至1966年，这个图案再次印制在缅甸纸币。 另一种代表性的形态是战斗孔雀（，khut daung），最初是作为1920年代学生运动的象征而创作，全国民主联盟党旗也有这种符号。 |
|  | 缅甸狮（ခြင်္သေ့，chinthe）是缅甸传统的刻印符号，主要见于佛塔和寺庙。贡榜王朝后期的主宝座，是曼德勒皇宫的金狮宝座（，thihathana palin）。1947年，缅甸联邦制宪会议将三只狮子置于国印，因为根据古代流传下来的信仰，狮子是勇敢、勤奋、战胜敌人和纯洁的象征，所以缅甸国民应该效仿这些特征；此外，国印中围绕着地图的狮子，则意味着国家安全。:10 1974年，国印上方的狮子被一颗星星取代，但是两侧的狮子仍然存在。 1988年之后，狮子图案开始出现在几乎所有面值的缅甸纸币和硬币。                              |
|  | 白象（ဆင်ဖြူတော်，hsin phyu daw）是君主制时期的另一个国家象征，被尊崇为整个国家的福祉。白象对缅甸和上座部文化的重要性，可以追溯到佛教宇宙观和《本生经》的扮演角色。 |

## 食物
缅甸有一句俗话“所有水果中芒果最好，所有肉类中猪肉最好，所有茶叶中腌茶最好。”（အသီးမှာသရက်၊ အသားမှာဝက်၊ အရွက်မှာလက်ဖက်）
|  | 鱼汤米线（မုန့်ဟင်းခါး，mohinga）是缅甸事实上的国菜。 这是一种配上浓鱼汤的米粉，一般作为早餐食用，汤的主要用料是鲶鱼、鹰嘴豆粉、柠檬草、香蕉茎、大蒜、洋葱、生姜和鱼露。 |
|  | 腌茶沙拉（，laphet thoke）是缅甸的另一道标志性菜肴，由浸泡在油中的腌茶叶制成，搭配各种油炸食品一起食用，包括：烤花生、油炸大蒜、晒干的虾、烤芝麻和油炸脆豆，盛放在传统的一种漆器容器，每种食材都有单独的隔间。腌茶在缅甸古代历史中，是交战国家之间象征和平的祭品，在解决争端后会互相交换并分享食用。 |

## 体育
|  | 藤球游戏（，chinlone）是缅甸传统的国球。 这是一种非对抗性的体育运动，参与者在不能使用双手的情况下，展示灵活的肢体动作，不让球碰触地面。这项运动受到缅甸武术和舞蹈的影响，重视肢体动作的艺术表现，历史上是宫廷和宗教的一种表演活动，曼德勒是交流和学习的主要文化中心。 |

## 乐器
|  | 缅甸竖琴（，saung）是缅甸的民族乐器。 尽管在现代音乐中很少使用，但它被视为缅甸文化的缩影，是亚洲唯一幸存的竖琴类乐器。 |
|  | 呐管（နှဲ，hne）是一种双簧管乐器，也是缅甸具有代表性的民族乐器。                                                          |

## 服装
|  | 笼基（လုံချည်，longyi）是缅甸民族传统服饰穿着的筒裙，男性穿着的称为“帕索”（ပုဆိုး，paso）、女性穿着的称为“塔敏”（ထဘီ，htamain）。 |